# David Renton
David Lockhart-Mure Renton, baron Renton (ur. 12 sierpnia 1908 w Dartford, Kent, zm. 24 maja 2007 w Huntingdon, Cambridgeshire) – polityk brytyjski, prawnik, wieloletni deputowany do Izby Gmin z ramienia Partii Konserwatywnej.
Z wykształcenia adwokat, w czasie II wojny światowej pracował przez trzy lata jako przewodniczący sądu wojskowego w Trypolisie. W 1945 został po raz pierwszy wybrany do Izby Gmin w okręgu Huntingdon. Pełnił mandat nieprzerwanie do 1979, jego następcą w parlamencie z tego okręgu został przyszły premier, John Major.
W 1979 otrzymał tytuł dożywotniego para (baron Renton) i zasiadł w Izbie Lordów. Znany był jako rzecznik utrzymania tradycyjnej roli Izby Lordów. Od śmierci Johna Diamonda w kwietniu 2004 był najstarszym członkiem Izby Lordów i przysługiwał mu honorowy tytuł "ojca izby" (ang. Father of the House of Lords). Został odznaczony komandorią Orderu Imperium Brytyjskiego, nosił tytuły członka Tajnej Rady i radcy królowej.